# Katastrofa górnicza w Handlovej
Katastrofa górnicza w Handlovej – katastrofa, która miała miejsce 10 sierpnia 2009 w głębinowej kopalni węgla brunatnego Handlová w miejscowości Handlová w kraju trenczyńskim, 140 km od Bratysławy. W jej wyniku zginęło 20 osób, a 9 zostało rannych.
Eksplozja nastąpiła około godziny 9:30, w momencie gaszenia pożaru przez dwa zespoły górników w starym chodniku górniczym 330 metrów pod ziemią. Ciała górników znaleziono około 65 metrów od zakładanego ogniska wybuchu. Szanse przeżycia osób pracujących pod ziemią były niewielkie ze względu na wysoką temperaturę w okolicach wybuchu, niedobór tlenu i wysokie stężenie dwutlenku węgla. Według słowackiego ministra gospodarki Liubomira Jahnatka, "z dużym prawdopodobieństwem można powiedzieć, że wszyscy ponieśli śmierć już w momencie eksplozji".
Na miejsce tragedii, oprócz Jahnatka, pojechali również premier Robert Fico i minister spraw wewnętrznych Robert Kaliňák.

## Reakcje
W dniu 12 sierpnia 2009 r. w całej Słowacji obowiązywał dzień żałoby narodowej.
Kondolencje prezydentowi Słowacji Ivanowi Gaszparoviczowi oraz rodzinom, które straciły bliskich w kopalni, przekazał we wtorek prezydent Lech Kaczyński: "W związku z tragedią w kopalni węgla kamiennego w mieście Handlová, w wyniku której życie straciło wielu górników, chciałbym z głębi serca, w imieniu narodu polskiego i własnym, wyrazić smutek i złożyć na ręce pana prezydenta wyrazy najgłębszego współczucia".